# Supermarine Baby
El Supermarine Baby (también llamado Supermarine N.1B Baby) fue un avión de caza de la época de la Primera Guerra Mundial y el primer ejemplar de hidrocanoa de caza monoplaza construido en el Reino Unido. Fue diseñado por Supermarine para cubrir una especificación de la Junta de la Armada de 1917, que estipulaba que el avión debía tener una velocidad de 176 km/h, un techo de 6100 m (20 000 pies), y poder ser lanzado desde buques en el mar. Cuando voló por primera vez en febrero de 1918, era uno de los hidrocanoas más pequeños y rápidos que existían entonces.
El diseñador jefe de Supermarine, William Hargreaves, basó su diseño en el AD Flying Boat. Al Baby se le instalaron alas plegables, un casco aerodinámico y un motor Hispano-Suiza 8 de 110 kW (150 hp). La empresa construyó un solo avión que tuvo un buen desempeño durante las pruebas y, en agosto de 1918, se le equipó con un motor más potente. No se adjudicó un contrato de producción porque el Almirantazgo decidió operar los cazas Sopwith Pup y Sopwith Camel a bordo de sus barcos. Uno de los diseños del Baby formó la base para otros aviones, incluido el Supermarine Sea Lion I, que participó en la competición del Trofeo Schneider de 1919. El futuro diseñador jefe de Supermarine, Reginald Mitchell, probablemente estuvo involucrado en el diseño del Sea Lion y en su preparación para el concurso.

## Desarrollo
El Baby fue diseñado y construido bajo la dirección del propietario de Supermarine, Hubert Scott-Paine, que se había unido a Pemberton-Billing Limited en 1911. Scott-Paine se la compró a su propietario original, Noel Pemberton Billing, en junio de 1916, después de lo cual la empresa pasó a llamarse Supermarine Aviation Works Limited. Durante la Primera Guerra Mundial, la empresa continuó especializándose en la producción y mantenimiento de aviones marinos, como lo demuestra su ubicación en Woolston, a orillas del río Itchen, su falta de aeródromo y el mantenimiento de una mano de obra cualificada en la construcción de barcos. Scott-Paine forjó buenos vínculos con el Departamento del Aire (AD), que asumió la jurisdicción de la compañía durante la guerra.
El Baby destacó por ser el primer hidrocanoa de caza monoplaza diseñado y construido en el Reino Unido. Fue diseñado para cubrir la especificación N.1B de la Junta de la Armada. La especificación era para un hidroavión o hidrocanoa de caza monoplaza, ideado para contrarrestar a los aviones alemanes Brandeburg que patrullaban el mar del Norte. Tenía que ser capaz de operar desde los portahidroaviones de la Marina Real y alcanzar una velocidad de 176 km/h a 3000 m (10 000 pies) y un techo de 6100 m (20 000 pies). El Baby fue producido bajo el contrato A.S. 3929 del Departamento del Aire.
Supermarine recibió un encargo de tres aviones. Al adjudicar el contrato, AD estableció su presencia en Supermarine enviando a uno de sus diseñadores principales, Harold Bolas, y a sus adjuntos, para supervisar la producción del Baby.

## Diseño

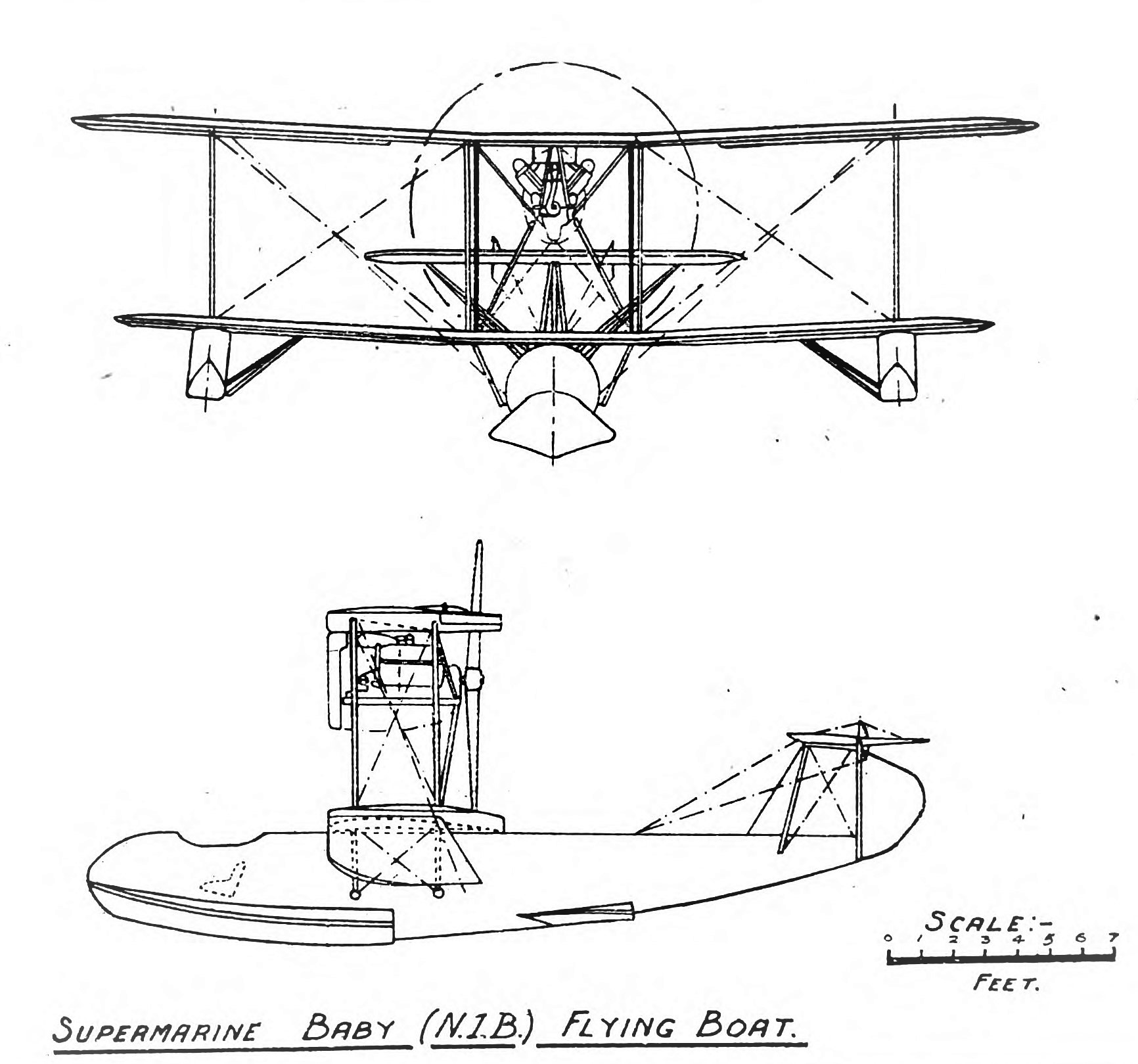
El Supermarine Baby (dibujos generales en un número de 1920 de Aerial Age Weekly).

El Baby fue diseñado por el diseñador jefe de Supermarine, William Hargreaves, que se había unido a la compañía en 1916. Hargreaves basó su diseño en el AD Flying Boat, un biplano de reconocimiento y patrulla marítima de dos plazas con un pobre historial de rendimiento que tenía un cuerpo tubular flexible y alas separadas por cuatro puntales verticales, que se plegaban hacia adelante.
Hargreaves produjo un diseño de biplano propulsor con un único y pequeño motor, alas plegables de un solo vano y cola en T. El aerodinámico casco de madera del Baby, que se basaba en el diseño utilizado en el AD Flying Boat producido por el diseñador británico Linton Hope, tenía la cabina del piloto ubicada en el morro. El motor y la hélice fueron ubicados de manera que se minimizara el efecto de las salpicaduras durante el despegue. Inicialmente fue diseñado con un Hispano-Suiza 8 de 110 kW (150 hp) que movía una hélice de cuatro palas.
El Baby alcanzó una velocidad de 189 km/h a nivel del mar y 180 km/h a 3000 m (10 000 pies). Aterrizaba con una velocidad máxima que variaba entre 87 y 178 km/h. Tenía una carga alar máxima igual a 36,5 kg/m2 (7,48 lb/pie2).

## Historia operacional
El prototipo recibió la matrícula N59 y voló por primera vez después de su finalización en febrero de 1918. Durante las pruebas, se manejó bien y demostró ser rápido y maniobrable, pero mostró una tendencia a colar agua en la cabina cuando aceleraba. Hargreaves respondió a este problema produciendo al menos seis diseños alternativos para el casco. Según un número de 1920 de la revista Flight, el avión realizó dos rizos en febrero.
En agosto de 1918, el avión fue equipado con un motor Sunbeam Arab más potente de 150 kW (200 hp). El hidrocanoa más pequeño y rápido existente por aquel entonces, su evaluación se completó justo antes del armisticio del 11 de noviembre de 1918. El rendimiento del Baby fue lo suficientemente bueno como para que se le adjudicara un contrato de producción, que estuvo cerca de concretarse ese noviembre.
El Baby nunca entró en acción durante la guerra. En noviembre de 1918, el Real Servicio Aéreo Naval ya había estado utilizando aviones terrestres Pup para volar desde plataformas a bordo de barcos, y el éxito del mismo (y más tarde del Camel) fue un factor, junto con el final de la guerra, que hizo que el Gobierno británico cancelara el programa N.1B. Para entonces, se había construido un segundo avión (matriculado N60), que nunca voló. El N60 se entregó como repuestos para apoyar las pruebas del N59. Una tercera máquina (N61) aún no se había ensamblado, aunque la construcción del casco ya se había comenzado, en el momento en que se abandonó el programa.

### Legado

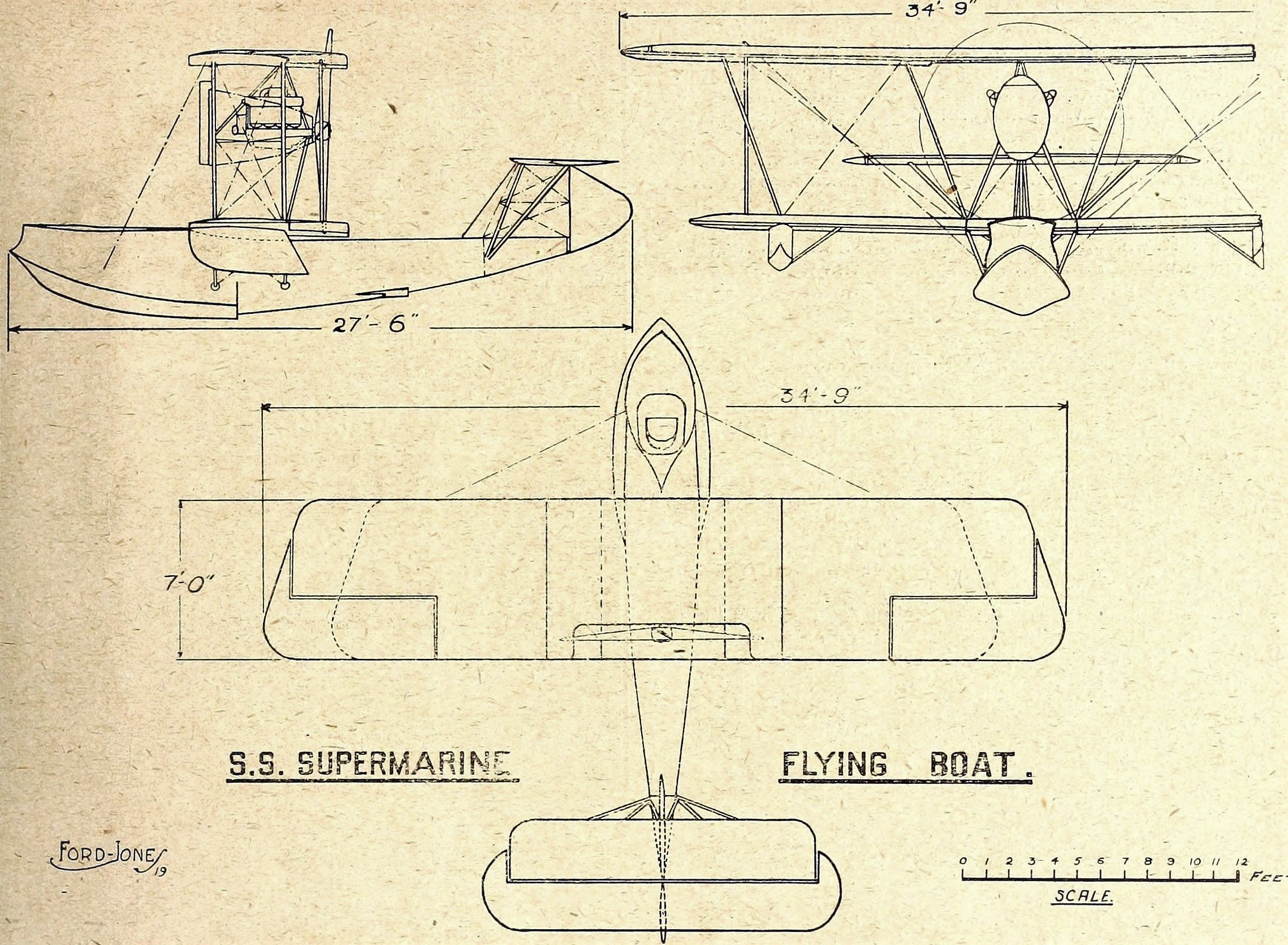
Dibujos de la disposición general del 'A' Single Seater Flying Boat (The Aeroplane, octubre de 1919).

El Baby fue probablemente el diseño más exitoso de Supermarine producido durante la Primera Guerra Mundial. El diseño del N61, que incluía uno de los diseños de casco revisados de Hargreaves, formó la base para el 'A' Single Seater Flying Boat de Supermarine, posteriormente llamado Sea Lion I cuando participó en el Trofeo Schneider de 1919. El Baby también se utilizó como base para el Supermarine Sea King y el Supermarine Walrus (1933), que más tarde se convirtió en el avión "observador" estándar utilizado para dirigir el fuego de los buques de guerra equipados con catapultas de la Marina Real.
El Baby fue utilizado para desarrollar los hidrocanoas del Trofeo Schneider. El Sea King evolucionó hasta convertirse en el Supermarine Sea Lion II, que se convirtió en el primer avión británico posterior a la Primera Guerra Mundial en ganar una competición internacional, cuando ganó el concurso en 1922.
Es probable que Reginald Mitchell, que se unió a Supermarine en 1916, hubiera estado involucrado en los cambios de diseño y en la preparación del Sea Lion.

## Especificaciones (N.1B Baby)
Referencia datos: Supermarine Aircraft since 1914.

### Características generales
- Tripulación: Uno (piloto)
- Longitud: 8 m (26,3 ft)
- Envergadura: 9,3 m (30,5 ft)
- Altura: 3,2 m (10,6 ft)
- Superficie alar: 28,7 m² (308,9 ft²)
- Peso vacío: 771 kg (1699,3 lb)
- Peso cargado: 1055 kg (2325,2 lb)
- Planta motriz: 1× motor lineal V8 refrigerado por agua Hispano-Suiza 8B.
  - Potencia: 110 kW (152 HP; 150 CV) (a este avión se le instaló posteriormente un motor de 150 kW (200 hp))
- Hélices: De cuatro palas de madera de paso fijo propulsora

### Rendimiento
- Velocidad máxima operativa (Vno): 187 km/h (116 MPH; 101 kt)
- Alcance: 3 h
- Techo de vuelo: 3300 m (10 827 ft) [14]
- Velocidad de descenso: 92 km/h
- Tiempo a altitud: 25 min 10 s para 3050 m (10 000 pies)

## Aeronaves relacionadas

### Desarrollos relacionados
- Supermarine Sea Lion I
- Supermarine Sea King
- Supermarine Walrus

### Aeronaves similares
- Westland N.1B